# Seal Cove, Antarktis
Seal Cove är en vik i Antarktis. Den ligger i Östantarktis. Australien gör anspråk på området.